# Саллі Кларк (вершниця)
Саллі Кларк (англ. Sally Clark, 11 квітня 1958) — новозеландська вершниця.
Срібна призерка Олімпійських Ігор 1996 року в індивідуальному триборстві.
Переможниця Всесвітніх ігор з кінного спорту 1998 року в командному триборстві.